# Wojciech Lisicki
Wojciech Lisicki (ur. 25 kwietnia 1969 w Sopocie), znany również jako Transcendental Protagonist – polski muzyk, kompozytor, wokalista, producent muzyczny i multiinstrumentalista. W 1993 roku Lisicki wraz z gitarzystą Michaelem Nicklassonem i perkusistą Peterem Anderssonem założył zespół Luciferion. Nagrał z grupą dwa albumy studyjne: wydany w 1994 roku Demonication (The Manifest) oraz The Apostate z 2003 roku. Wkrótce potem Luciferion został rozwiązany. W międzyczasie występował w deathmetalowej grupie Einhorn. W 1998 roku dołączył do powermetalowej grupy Lost Horizon. W 2005 roku wystąpił gościnnie na albumie grupy Hypnos pt. Rabble Mänifesto. W latach 2005–2011 występował w amerykańskiej formacji Against the Plagues. Lisicki współpracował ponadto z zespołem Jaggernaut.

## Dyskografia
- Luciferion - Demonication (The Manifest) (1994, Listenable Records)
- Damnation - Resist (2000, Dark Realm Records, gościnnie)
- Lost Horizon - Awakening the World (2001, Music for Nations)
- Luciferion - The Apostate (2003, Listenable Records)
- Lost Horizon - A Flame to the Ground Beneath (2003, Music for Nations)
- Hypnos - Rabble Mänifesto (2005, Morbid Records, gościnnie)
- Against the Plagues - The Architecture of Oppression (2007, wydanie własne)
- Against the Plagues - Decoding the Mainframe (2010, Vic Records)